# Кархендж
Кархендж (англ. Carhenge от англ. слов car — машина, + henge) — копия Стоунхенджа, расположенная в штате Небраска, США. От оригинала отличается тем, что сделана не из камней-мегалитов, а из старых американских автомобилей, выкрашенных в серый цвет. Кархендж был построен Джимом Рейндерсом к солнцестоянию 1987 года.

Кархендж, вид с северо-запада

## Структура
Кархендж состоит из 38 автомобилей, расположенных в виде круга около 29 метров в диаметре. Некоторые машины врыты в землю на глубину около полутора метров, другие приварены к ним сверху, чтобы получилась арка. Пяточным камнем конструкции является кадиллак 1962 года выпуска. Надо отметить, что Кархендж копирует сегодняшний изрядно порушенный Стоунхендж, а не его оригинальное исполнение в середине третьего тысячелетия до нашей эры. Кроме собственно Кархенджа, вскоре вокруг него стали появляться и другие скульптуры, сделанные из автомобилей. Позже, когда их количество возросло, место стали называть Заповедником автомобильного искусства.